# Нетилинг
Езерото Нетилинг (на английски: Nettilling Lake) е най-голямото езеро в територия Нунавут. То е и най-голямото езеро в света разположено на остров (остров Бафинова земя). Площта му, заедно с островите в него е 5542 км2, която му отрежда 11-о място сред езерата на Канада. Площта само на водното огледало без островите е 5063 km². Надморската височина на водата е 30 m.
Езерото се намира в южната част на остров Бафинова земя на Канада, на 73 km източно от залива Басейн Фокс и на 57 км западно от залива Къмбърланд, точно на Северната полярна окръжност. Формата на езерото грубо наподобява почти равностранен триъгълник със северозападна страна от 117 km, североизточна – 106 km и югоизточна – 105 km.
Нетилинг има силно разчленена брегова линия, с множество заливи, полуострови, канали и острови. Източната част на езерото се състои от три плитки залива (Мираж, Камсъл и Бъроуш), осеяни с хиляди малки острови с обща площ от 479 km², а западната част е обширна и дълбока до 132 м.
От север и юг в езерото се вливат множество малки реки, като две от тях са най-големи – река Амаджуак, вливаща се от юг, идваща от езерото Амаджуак и Исурту, вливаща се от североизток и извираща от националния парк Бъфало Айлънд. От западната страна на езерото изтича река Кукджуак, която след 77 км се влива в Басейна Фокс.
Районът между двете големи езера Нетилинг и Амаджуак и областта западно от тях, т.нар. Голяма равнина Кукджуак е обиталище на северните карибу.
За първи път езерото е открито и посетено от американския антрополог, топограф и полярен изследовател от немски произход Франц Боас през 1883 – 1884 г. Той извършва първото изследване му изследване и съставяне на точна и достоверна карта.
През 1924 – 1926 г. района на езерото е подробно изследван от друг полярен пътешественик Джоузеф Дюи Сопер (1893 – 1932).